# Élections législatives de 1981 dans l'Aisne
Les élections législatives françaises de 1981 se déroulent les 14 et 21 juin 1981. Dans le département de l'Aisne, cinq députés sont à élire dans le cadre de cinq circonscriptions.

## Élus
| Circonscription | Député sortant   | Parti | Parti    | Député élu ou réélu   | Parti | Parti |
| --------------- | ---------------- | ----- | -------- | --------------------- | ----- | ----- |
| 1re             | Robert Aumont    |       | PS       | Robert Aumont         |       | PS    |
| 2e              | Daniel Le Meur   |       | PCF      | Daniel Le Meur        |       | PCF   |
| 3e              | Maurice Brugnon* |       | PS       | Jean-Pierre Balligand |       | PS    |
| 4e              | Roland Renard    |       | PCF      | Roland Renard         |       | PCF   |
| 5e              | André Rossi      |       | UDF (PR) | Bernard Lefranc       |       | PS    |

## Positionnement des partis
Le Parti socialiste et apparentés présente des candidats au nom de la majorité présidentielle tandis que la majorité sortante UDF-RPR-CNIP se présente sous le sigle « Union pour la nouvelle majorité ». Enfin, le Parti communiste présente des candidats sous l'appellation « majorité d'union de la gauche ».

## Résultats

### Analyse

#### Premier tour

Résultats électoraux de la droite parlementaire au premier tour par canton.
Résultats électoraux de la gauche parlementaire au premier tour par canton.

Conformément à la tendance nationale, la gauche axonaise l'emporte nettement sur la droite locale. Quoique le nombre de suffrages recueillis par la gauche soit stable par rapport aux élections de 1978, les candidats socialistes et communistes bénéficient de la forte abstention des électeurs de droite pour progresser dans toutes les circonscriptions.
Cette victoire de la gauche bénéficie en premier au Parti socialiste qui devient, pour la première fois depuis 1936, le premier parti à gauche. Ses deux députés sortants, Robert Aumont à Laon et Jean-Pierre Balligand à Vervins, arrivent largement en tête dans leur circonscription et sont presque assurés d'être réélus.
De son côté, le Parti communiste régresse par rapport à 1978. Toutefois, ses deux députés sortants, Daniel Le Meur à Soissons et Roland Renard à Tergnier, parviennent à arriver en tête dans leur circonscription et pourront profiter du retrait des candidats socialistes en leur faveur au second tour.
A droite, seul André Rossi, député-maire de Château-Thierry, arrive en tête dans sa circonscription mais se trouve en ballotage défavorable face au maire socialiste de Soissons Bernard Lefranc. Tous les autres candidats de droite sont en position très délicate pour le second tour.

#### Second tour
Le second tour confirme la victoire historique pour la gauche dans l'Aisne qui obtient son meilleur score depuis 1946 et réussit un grand chelem pour la première fois depuis 1936.
Les quatre députés sortants l'emportent largement avec des scores proches de 60% des voix, à l'exception du député-maire PCF de Saint-Quentin, Daniel Le Meur, qui doit se contenter d'un score de 55% face au candidat UDF en raison de mauvais reports des voix socialistes.
De plus, dans la cinquième circonscription, Bernard Lefranc réussit à l'emporter face au député sortant André Rossi grâce au soutien massif des électeurs de sa ville de Soissons.

### Résultats à l'échelle du département
| Parti          | Parti                              | Premier tour | Premier tour | Second tour | Second tour | Sièges |
| Parti          | Parti                              | Voix         | %            | Voix        | %           | Sièges |
| -------------- | ---------------------------------- | ------------ | ------------ | ----------- | ----------- | ------ |
|                | Parti socialiste                   | 96 194       | 35,92        | 95 432      | 33,97       | 3      |
|                | Parti communiste français          | 66 096       | 24,68        | 65 285      | 23,24       | 2      |
|                | Majorité présidentielle            | 162 290      | 60,61        | 160 717     | 57,21       | 5      |
|                |                                    |              |              |             |             |        |
|                | Union pour la démocratie française | 51 956       | 19,40        | 62 324      | 22,18       | 0      |
|                | Rassemblement pour la République   | 51 152       | 19,10        | 57 902      | 20,61       | 0      |
|                | Union pour la nouvelle majorité    | 103 108      | 38,51        | 120 226     | 42,79       | 0      |
|                |                                    |              |              |             |             |        |
|                | Front national                     | 2 379        | 0,89         |             |             | 0      |
|                |                                    |              |              |             |             |        |
| Inscrits       | Inscrits                           | 360 540      | 100,00       | 360 487     | 100,00      | 5      |
| Abstentions    | Abstentions                        | 89 311       | 24,77        | 72 395      | 20,08       |        |
| Votants        | Votants                            | 271 229      | 75,23        | 288 092     | 79,92       |        |
| Blancs et nuls | Blancs et nuls                     | 3 452        | 1,27         | 7 149       | 2,48        |        |
| Exprimés       | Exprimés                           | 267 777      | 98,73        | 280 943     | 97,52       |        |

### Cartes

Nuance politique des candidats arrivés en tête dans chaque canton au 1er tour dans le département de l'Aisne.
Nuance politique des candidats arrivés en tête dans chaque circonscription au 1er tour dans l'Aisne avec celle des candidats sans retrait de candidatures au second tour.
Nuance politique des candidats arrivés en tête dans chaque circonscription au 1er tour dans l'Aisne avec celle des candidats se maintenant au second tour.
Nuance politique des députés élus dans chaque circonscription au 2e tour dans l'Aisne.

### Résultats par circonscription

#### Première circonscription (Laon)
| Candidat              | Candidat                    | Parti          | Premier tour | Premier tour | Second tour | Second tour |  |
| Candidat              | Candidat                    | Parti          | Voix         | %            | Voix        | %           |  |
| --------------------- | --------------------------- | -------------- | ------------ | ------------ | ----------- | ----------- |  |
|                       | Robert Aumont sortant réélu | PS             | 21 268       | 43,34        | 31 081      | 60,18       |  |
|                       | Jean-Claude Lamant          | RPR (UNM)      | 10 420       | 21,23        | 20 562      | 39,82       |  |
|                       | François Lesein             | UDF (Rad)      | 9 652        | 19,57        | Retrait     | Retrait     |  |
|                       | Gérard Mathieu              | PCF            | 7 735        | 15,76        |             |             |  |
|                       |                             |                |              |              |             |             |  |
| Inscrits              | Inscrits                    | Inscrits       | 66 200       | 100,00       | 66 200      | 100,00      |  |
| Abstentions           | Abstentions                 | Abstentions    | 16 468       | 24,88        | 13 620      | 20,57       |  |
| Votants               | Votants                     | Votants        | 49 732       | 75,12        | 52 580      | 79,43       |  |
| Blancs et nuls        | Blancs et nuls              | Blancs et nuls | 657          | 1,32         | 937         | 1,78        |  |
| Exprimés              | Exprimés                    | Exprimés       | 49 075       | 98,68        | 51 643      | 98,22       |  |
| Source : Data.gouv.fr |                             |                |              |              |             |             |  |

#### Deuxième circonscription (Saint-Quentin)
| Candidat              | Candidat                     | Parti          | Premier tour | Premier tour | Second tour | Second tour |  |
| Candidat              | Candidat                     | Parti          | Voix         | %            | Voix        | %           |  |
| --------------------- | ---------------------------- | -------------- | ------------ | ------------ | ----------- | ----------- |  |
|                       | Daniel Le Meur sortant réélu | PCF            | 20 007       | 31,71        | 36 101      | 55,74       |  |
|                       | Bernard Lebrun               | PS             | 19 677       | 31,19        | Retrait     | Retrait     |  |
|                       | Lucien Bochard               | UDF (CDS)      | 12 345       | 19,57        | 28 666      | 44,26       |  |
|                       | Vincent Savelli              | RPR            | 9 629        | 15,26        |             |             |  |
|                       | Daniel Caron                 | FN             | 1 404        | 2,23         |             |             |  |
|                       |                              |                |              |              |             |             |  |
| Inscrits              | Inscrits                     | Inscrits       | 85 404       | 100,00       | 85 382      | 100,00      |  |
| Abstentions           | Abstentions                  | Abstentions    | 21 419       | 25,08        | 17 611      | 20,63       |  |
| Votants               | Votants                      | Votants        | 63 985       | 74,92        | 67 771      | 79,37       |  |
| Blancs et nuls        | Blancs et nuls               | Blancs et nuls | 923          | 1,44         | 3 004       | 4,43        |  |
| Exprimés              | Exprimés                     | Exprimés       | 63 062       | 98,56        | 64 767      | 95,57       |  |
| Source : Data.gouv.fr |                              |                |              |              |             |             |  |

#### Troisième circonscription (Hirson)
| Candidat              | Candidat                  | Parti          | Premier tour | Premier tour | Second tour | Second tour |  |
| Candidat              | Candidat                  | Parti          | Voix         | %            | Voix        | %           |  |
| --------------------- | ------------------------- | -------------- | ------------ | ------------ | ----------- | ----------- |  |
|                       | Jean-Pierre Balligand élu | PS             | 16 497       | 40,92        | 25 161      | 58,91       |  |
|                       | Louis Hennebelle          | RPR (UNM)      | 15 914       | 39,47        | 17 553      | 41,09       |  |
|                       | Raymond Mahoudeaux        | PCF            | 7 908        | 19,61        | Retrait     | Retrait     |  |
|                       |                           |                |              |              |             |             |  |
| Inscrits              | Inscrits                  | Inscrits       | 52 835       | 100,00       | 52 810      | 100,00      |  |
| Abstentions           | Abstentions               | Abstentions    | 11 869       | 22,46        | 9 387       | 17,78       |  |
| Votants               | Votants                   | Votants        | 40 966       | 77,54        | 43 423      | 82,22       |  |
| Blancs et nuls        | Blancs et nuls            | Blancs et nuls | 647          | 1,58         | 709         | 1,63        |  |
| Exprimés              | Exprimés                  | Exprimés       | 40 319       | 98,42        | 42 714      | 98,37       |  |
| Source : Data.gouv.fr |                           |                |              |              |             |             |  |

#### Quatrième circonscription (Chauny)
| Candidat              | Candidat                    | Parti          | Premier tour | Premier tour | Second tour | Second tour |  |
| Candidat              | Candidat                    | Parti          | Voix         | %            | Voix        | %           |  |
| --------------------- | --------------------------- | -------------- | ------------ | ------------ | ----------- | ----------- |  |
|                       | Roland Renard sortant réélu | PCF            | 17 521       | 36,63        | 29 184      | 59,59       |  |
|                       | Jacques de Brosses          | RPR (UNM)      | 15 189       | 31,75        | 19 787      | 40,41       |  |
|                       | Jacques Desallangre         | PS             | 15 126       | 31,62        | Retrait     | Retrait     |  |
|                       |                             |                |              |              |             |             |  |
| Inscrits              | Inscrits                    | Inscrits       | 65 287       | 100,00       | 65 284      | 100,00      |  |
| Abstentions           | Abstentions                 | Abstentions    | 16 767       | 25,68        | 14 464      | 22,16       |  |
| Votants               | Votants                     | Votants        | 48 520       | 74,32        | 50 820      | 77,84       |  |
| Blancs et nuls        | Blancs et nuls              | Blancs et nuls | 684          | 1,41         | 1 849       | 3,64        |  |
| Exprimés              | Exprimés                    | Exprimés       | 47 836       | 98,59        | 48 971      | 96,36       |  |
| Source : Data.gouv.fr |                             |                |              |              |             |             |  |

#### Cinquième circonscription (Château-Thierry - Soissons)
| Candidat              | Candidat            | Parti          | Premier tour | Premier tour | Second tour | Second tour |  |
| Candidat              | Candidat            | Parti          | Voix         | %            | Voix        | %           |  |
| --------------------- | ------------------- | -------------- | ------------ | ------------ | ----------- | ----------- |  |
|                       | André Rossi sortant | UDF (Rad)      | 29 959       | 44,39        | 33 658      | 46,20       |  |
|                       | Bernard Lefranc élu | PS             | 23 626       | 35,01        | 39 190      | 53,80       |  |
|                       | Pierre Lemret       | PCF            | 12 925       | 19,15        | Retrait     | Retrait     |  |
|                       | Gilbert Cottinet    | FN             | 975          | 1,44         |             |             |  |
|                       |                     |                |              |              |             |             |  |
| Inscrits              | Inscrits            | Inscrits       | 90 814       | 100,00       | 90 811      | 100,00      |  |
| Abstentions           | Abstentions         | Abstentions    | 22 788       | 25,09        | 17 313      | 19,06       |  |
| Votants               | Votants             | Votants        | 68 026       | 74,91        | 73 498      | 80,94       |  |
| Blancs et nuls        | Blancs et nuls      | Blancs et nuls | 541          | 0,8          | 650         | 0,88        |  |
| Exprimés              | Exprimés            | Exprimés       | 67 485       | 99,2         | 72 848      | 99,12       |  |
| Source : Data.gouv.fr |                     |                |              |              |             |             |  |

## Rappel des résultats départementaux des élections de 1978

### Élus en 1978
| Circ.            | Élu(e) | Élu(e) | Élu(e)           | Élu(e)               | Élu(e)               | Battu(e) (seconde place) | Battu(e) (seconde place) | Battu(e) (seconde place) | Battu(e) (seconde place) | Battu(e) (seconde place) |
| Circ.            | Parti  | Parti  | Nom              | % suffrages exprimés | % suffrages exprimés | Parti                    | Parti                    | Nom                      | % suffrages exprimés     | % suffrages exprimés     |
| Circ.            | Parti  | Parti  | Nom              | 1er tour             | 2e tour              | Parti                    | Parti                    | Nom                      | 1er tour                 | 2e tour                  |
| ---------------- | ------ | ------ | ---------------- | -------------------- | -------------------- | ------------------------ | ------------------------ | ------------------------ | ------------------------ | ------------------------ |
| 1re              |        | PS     | Robert Aumont*   | 34,21 %              | 57,14 %              |                          | RPR                      | Jean-Claude Lamant       | 25,26 %                  | 42,86 %                  |
| 2e               |        | PCF    | Daniel Le Meur*  | 38,43 %              | 54,98 %              |                          | RPR                      | Jacques Braconnier       | 32,37 %                  | 45,02 %                  |
| 3e               |        | PS     | Maurice Brugnon* | 33,13 %              | 58,30 %              |                          | UDF                      | Claude Beaufort          | 21,45 %                  | 41,70 %                  |
| 4e               |        | PCF    | Roland Renard*   | 35,03 %              | 55,36 %              |                          | RPR                      | Albert Catalifaud        | 28,63%                   | 44,64 %                  |
| 5e               |        | UDF    | André Rossi*     | 41,76 %              | 51,52 %              |                          | PCF                      | Marc Laurent             | 33,95 %                  | 48,48 %                  |
| * député sortant |        |        |                  |                      |                      |                          |                          |                          |                          |                          |